# Гамільтон (округ, Огайо)
39°12′ пн. ш. 84°32′ зх. д. / 39.2° пн. ш. 84.54° зх. д.
О́круг Га́мільтон (англ. Hamilton County) — округ (графство) у штаті Огайо, США. Ідентифікатор округу 39061.

## Історія
Округ утворений 1790 року.

## Демографія
За даними перепису
2000 року
загальне населення округу становило 845303 осіб, зокрема міського населення було 824942, а сільського — 20361.
Серед мешканців округу чоловіків було 402969, а жінок — 442334. В окрузі було 346790 домогосподарств, 212459 родин, які мешкали в 373393 будинках.
Середній розмір родини становив 3,07.
Віковий розподіл населення поданий у таблиці:
| Стать    | До 15 років | 15-21 | 22-29 | 30-39 | 40-49 | 50-65 | 65-85 | Понад 85 |
| -------- | ----------- | ----- | ----- | ----- | ----- | ----- | ----- | -------- |
| Чоловіки | 92660       | 42603 | 44707 | 60791 | 61876 | 56660 | 39802 | 3870     |
| Жінки    | 88429       | 41871 | 46948 | 63962 | 66903 | 63995 | 58962 | 11264    |

## Суміжні округи
- Батлер — північ
- Воррен — північний схід
- Клермонт — схід
- Кемпбелл, Кентуккі — південний схід
- Кентон, Кентуккі — південь
- Бун, Кентуккі — південний захід
- Дірборн, Індіана — захід

## Виноски
1. ↑  Ohio County Profiles: Hamilton County. Ohio Department of Development. Архів оригіналу (PDF) за 13 липня 2013. Процитовано 28 квітня 2007.
2. ↑  U.S. Decennial Census. United States Census Bureau. Архів оригіналу за 12 травня 2015. Процитовано 8 лютого 2015.
3. ↑  Historical Census Browser. University of Virginia Library. Архів оригіналу за 11 серпня 2012. Процитовано 8 лютого 2015.
4. ↑  Forstall, Richard L., ред. (27 березня 1995). Population of Counties by Decennial Census: 1900 to 1990. United States Census Bureau. Архів оригіналу за 14 лютого 2015. Процитовано 8 лютого 2015.
5. ↑  Census 2000 PHC-T-4. Ranking Tables for Counties: 1990 and 2000 (PDF). United States Census Bureau. 2 квітня 2001. Архів оригіналу (PDF) за 18 грудня 2014. Процитовано 8 лютого 2015.
6. ↑  Архівована копія. Архів оригіналу за 2 квітня 2015. Процитовано 31 січня 2020.{{cite web}}:  Обслуговування CS1: Сторінки з текстом «archived copy» як значення параметру title (посилання)
7. ↑  American FactFinder. Бюро перепису населення США. Архів оригіналу за 21 травня 2008. Процитовано 31 січня 2008.

| США | Це незавершена стаття з географії США. Ви можете допомогти проєкту, виправивши або дописавши її. |